# تشمة تشلوار (قلعة خواجة)
تشمة تشلوار (بالفارسية: چشمه چلوار) هي منطقة سكنية تقع في إيران في قسم قلعة خواجة الريفي. يقدر عدد سكانها بـ 453 نسمة بحسب إحصاء 2016.